# Zygosis urticeti
Zygosis urticeti är en stekelart som först beskrevs av Anders Gustav Dahlbom 1842.  Zygosis urticeti ingår i släktet Zygosis, och familjen glattsteklar. Arten är reproducerande i Sverige.